# Myrna Manzanares
Myrna Kaye Manzanares (30 de octubre de 1946 - 21 de diciembre del 2021) fue una escritora y activista beliciana, considerada como una embajadora de la cultura creolés. Trabajó para preservar la cultura de su pueblo, principalmente en relación con el idioma, además de avocar por justicia racial en su país y en la diáspora nacional.

## Biografía
Myrna Manzanares nació en Gales Point, un pequeño pueblo en el Distrito de Belice, Honduras Británica, el 30 de octubre de 1946. Su madre se dedicaba a la confección de artesanía. A los 8 años, dejó su hogar para asistir a la escuela primaria de St. John’s Anglican en la ciudad de Belice.
En 1965 se mudó al estado de California en los Estados unidos, uniéndose a su familia que previamente había emigrado tras el huracán Hattie. Obtuvo el título de psicología en la Universidad de Pepperdine, además de tomar clases Inglés como segunda lengua en la Universidad del Sur de California.Completó sus estudios de postgrado en psciología en la Universidad Estatal de California, Long Beach.
Durante su estadía en California, Manzanares llegó a involucrarse de manera profunda con la diáspora beliciana, adquiriendo un rol activo en cuanto a su organización como comunidad.

## Vida personal y reconocimientos
Manzanares tuvo dos hijos, una hija llamada Shalini, y un hijo llamado Robert. El 15 de diciembre del 2021 fue admitida en el hospital Karl Heusner Memorial Hospital por sospecha de un accidente cerebrovascular muriendo un par de días después el 21 de diciembre a la edad de 75 años.